# Александар Бурмистров
Александар Олегович Бурмистров (рус. Александр Олегович Бурмистров; 21. октобар 1991, Казањ, Совјетски Савез) професионални је руски хокејаш на леду који игра на позицији централног нападача.
Тренутно игра за екипу Ак Барса из Казања која се такмичи у Континенталној хокејашкој лиги (КХЛ) (од сезоне 2013/14).
Са сениорском репрезентацијом Русије освојио је титулу светског првака на СП 2014. у Минску.

## Каријера
Бурмистров је играчку каријеру започео у јуниорском саставу екипе Ак Барс из родног Казања, за који је први пут заиграо као 15-огодишњак у сезони 2006/07. Како у наредне две сезоне није успео да се наметне за место у првом тиму Барса, одлази у Канаду где је током сезоне 2009/10. играо за јуниорски тим Бари Колтса у развојној лиги Онтарија. Након одличне сезоне у канадском тиму током које је постигао укупно 30 погодака уз 51 асистенцију (на 79 утакмица), у лето 2010. учествује на улазном драфту за НХЛ лигу, где га је као 8. пика у првој рунди изабрала екипа Атланте. Одмах после драфта потписао је и трогодишњи професионални уговор са екипом Трашерса.
Дебитантски наступ у НХЛ лиги имао је 8. октобра 2010. у утакмици против Вашингтон Капиталса, а већ 29. октобра исте године постигао је и свој први лигашки погодак против Сејберса. Крајем те сезоне франшиза Трашерса пресељена је у град Винипег, те је и Бурмистров постао играчем Винипег Џетса. Током сезоне 2011/12. остварио је доста скроман учинак од свега 13 голова и 15 асистенција на 76 утакмица. Како је сезона 2012/13. почела локаутом, Бурмистров је током тих неколико месеци колико је трајао штрајк играо за филијалу Џетса, Сент Џоунс у Америчкој лиги. Како је по окончању те сезоне Бурмистрову истекао првобитни уговор са Џетсима, он је као слободни играч одлучио да се врати у Европу и потписао је двогодишњи уговор са својим матичним клубом из КХЛ лиге, Ак Барсом из Казања.

### Репрезентативна каријера
Током каријере прошао је кроз све репрезентативне селекције Русије, а највећи успех остварио је са селекцијом до 18 година са којом је на СП 2009. освојио сребрну медаљу. 
За сениорску репрезентацију дебитовао је турниру Еврохокеј серије током 2010. године, када је одиграо 3 утакмице. Иако се два пута налазио на ширем списку репрезентативаца (за светска првенства 2011. и 2012) дебитантски наступ за сениорску репрезентацију на великој сцени остварио је на СП 2014. у Минску, где је са репрезентацијом освојио титулу светског првака. На том првенству Бурмистров је одиграо свих 10 утакмица, а постигао је и 1 гол. 